# Fernando Álvarez de Toledo
Fernando Álvarez de Toledo, nome completo Don Fernando Álvarez de Toledo y Pimentel, III duca d'Alba (Piedrahíta, 29 ottobre 1507 – Lisbona, 11 dicembre 1582), è stato un nobile e generale spagnolo, governatore del Ducato di Milano nel 1555, viceré del Regno di Napoli nel 1556 e governatore dei Paesi Bassi spagnoli dal 1567 al 1573.
Plenipotenziario del re Filippo II di Spagna, ricoprì incarichi di massimo rilievo in vari scenari dell'impero spagnolo. Venne soprannominato dai protestanti olandesi Duca di Ferro, e addirittura macellaio delle Fiandre, a causa della brutalità esercitata durante le operazioni militari condotte nelle Fiandre. Le sue gesta divennero parte del folclore olandese e inglese, andando ad alimentare una sorta di "leggenda nera" sul suo conto.

## Biografia

### Primi successi militari
Fu educato alla vita militare ed alla politica dal nonno, Fadrique Álvarez de Toledo e, sin da giovane, prese parte alla Battaglia di Pavia nel 1525, distinguendosi positivamente. Venne ingaggiato dall'imperatore Carlo V nell'assedio di Tunisi nel 1535.
Dopo aver contribuito alla difesa di Perpignano dagli attacchi francesi, partecipò alla Battaglia di Mühlberg, il grande scontro campale del 1547 in cui il Sacro Romano Impero smantellò la cosiddetta Lega di Smalcalda; la vittoria delle armate di Carlo sugli avversari fu resa possibile soprattutto grazie al suo decisivo apporto militare e il Principe Elettore di Sassonia, Giovanni Federico I, da lui sconfitto, fu condannato a morte come ribelle all'autorità imperiale.

### Governatore di Milano e Viceré di Napoli

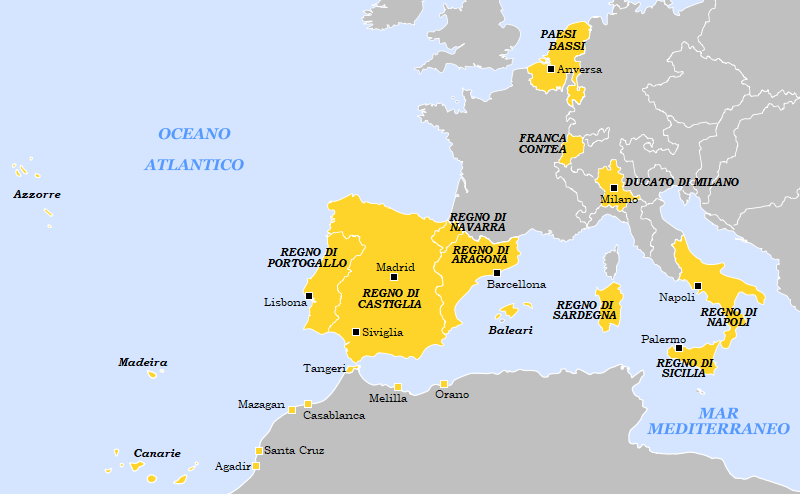
Domini dell'impero spagnolo sotto Filippo II. Il Duca d'Alba ebbe sotto la sua responsabilità nell'arco della sua esperienza bellica quarantennale ben quattro realtà chiave della compagine imperiale.

Nel 1552, il duca fu chiamato a comandare l'esercito predisposto per l'invasione della Francia, impegnandosi in modo infruttuoso per molti mesi nell'assedio della città di Metz e, in seguito ai successi militari francesi in Piemonte, fu nominato comandante in capo dell'intera armata imperiale in Italia, acquisendo di fatto un potere pressoché illimitato.
Nel 1555, di passaggio con le sue truppe per Milano fu nominato governatore del Ducato. A Napoli fu mandato come viceré dal febbraio 1556 quando era salito sul soglio pontificio Papa Paolo IV, suo nemico in guerra.
A Napoli il Duca d'Alba non fu molto presente a causa delle numerose assenze per le campagne militari, venendo sostituito dal figlio Federico (che continuerà a servirlo anche in seguito) in qualità di luogotenente generale; tuttavia la sua amministrazione vicereale non fu caratterizzata da quegli eccessi che lo avevano reso tristemente noto durante il governatorato dei Paesi Bassi.
Dopo l'abdicazione di Carlo V, confermato nell'incarico dal nuovo re Filippo II, fu frenato nella sua marcia verso Roma dopo la conquista della Campagna per ordine dell'imperatore. La presa della città contribuì nel 1559 a conseguire la Pace di Cateau-Cambrésis. A Parigi sposò per procura e in nome del suo sovrano, Elisabetta, figlia di Enrico II di Francia.

### Governatore generale dei Paesi Bassi
Con lo scoppio di una nuova forte sollevazione contro il potere spagnolo nei Paesi Bassi spagnoli nel 1566 (guidata dai cosiddetti Geuzen), rappresentato in quel paese dalla sorella illegittima dell'imperatore, la Reggente Margherita di Parma, Filippo II, sinceramente persuaso della necessità della conversione dei calvinisti olandesi, inviò nel 1567 come nuovo governatore generale in Olanda il Duca d'Alba. Questi, a capo di un'armata di settantamila uomini, entrò nei Paesi Bassi nella primavera del 1567 per restaurare l'obbedienza religiosa e politica. Bisogna dire che la fama di temibile generale di cui godeva lo precedette. Tant'è vero che al suo arrivo a Bruxelles i capi dell'opposizione protestante erano già spariti (tra cui Guglielmo di Nassau, che fuggì in Germania, da cui sarebbe riapparso l'anno dopo in testa a un esercito), in gran parte in esilio in Francia e in Germania.
La presa di possesso da parte del Duca, che immediatamente procedette a militarizzare il territorio, aumentando di propria iniziativa gli organici dell'esercito, e a costruire fortificazioni e cittadelle nelle principali città, determinò un aumento repentino dei costi dell'occupazione. L'aumento del fabbisogno e le pressioni del re per una renta sicura per far fronte alla rovinosa situazione finanziaria (l'impero sarebbe andato in bancarotta nuovamente nel 1575) fu recuperato con un aumento delle tasse nei Paesi Bassi, che danneggiò l'economia locale, acuendo il malcontento. L'applicazione di una addizionale sulla rendite (decimo dinero, simile all'alcabala) provocò frizioni durissime tra il Duca e le Corti olandesi, che non apparivano malleabili al pari delle Cortes castigliane.
Il Duca doveva fare i conti, per converso, a fronte dell'ampia disponibilità di truppe appiedate, con la carenza di forze navali necessarie per il blocco delle coste olandesi e dei fiumi navigabili, impiegati come vie percorribili per il trasporto di truppe dai ribelli (i maggiori porti poi, in Olanda e Zelanda, erano in mano dei calvinisti). I gueux del mare (watergeuzen), le squadre navali olandesi, rappresentano una spina nel fianco degli spagnoli.
Nel 1568 istituì a Bruxelles un tribunale speciale, il Tribunale dei Disordini (in olandese "Raad van Beroerten", ribattezzato in maniera peggiorativa tribunale del sangue), per la persecuzione degli eretici, che comminò migliaia di condanne a morte: avviò alla decapitazione anche notabili olandesi che si erano opposti al protestantesimo, come ventidue nobili locali, tra cui i conti di Egmont e di Hoorn, ricevendo così dure opposizioni anche dagli stessi cattolici, che inoltre mal digerirono le imposizioni fiscali. Il regime di terrore così instaurato alienò le simpatie anche della componente dei consigli patrizi olandesi cattolica e realista più incline al potere spagnolo, tanto da spingerla ad aprire le porte delle città ai gueux (geuzen).
Nel 1572, dopo ben quattro incursioni sostenute da truppe provenienti dalla Francia e dalla Germania guidate da Guglielmo d'Orange in persona, dal fratello Luigi di Nassau e dal conte van der Berg, il Duca decise di dare priorità assoluta alla difesa del confine esposto con la Francia, da dove sarebbero potuti venire soccorsi ai ribelli, ed ebbe ragione quando forze protestanti francesi provenienti da Parigi furono sorpresi a Mons a luglio. Eliminato il pericolo francese, anche per la momentanea vittoria della fazione cattolica (notte di San Bartolomeo), il Duca procedette a forzare la resa delle circa cinquanta città ancora in mano ribelle. Egli agì secondo il metodo della "brutalità selettiva": saccheggiò e incendiò alcune città con la massima risolutezza (particolarmente duro fu il trattamento riservato a Malines), per indurre alla resa le restanti. Messo al sicuro il territorio al di qua della Mosa, avanzò in direzione nord-est verso la Gheldria, per spezzare le ultime resistenze ribelli. Anche qui fu applicato il metodo della violenza selettiva (stavolta ai danni di Zutphen). Le ultime enclave ribelli di Frisia, così, si arresero, tanto che nel 1572 la rivolta sembrava sedata.
Il Duca d'Alba fu sostenitore di una forte linea di fermezza anche nelle corrispondenze con Filippo II, cercando di convincerlo della natura religiosa della rivolta e quindi della necessità di usare ancora più brutalità nello schiacciare gli eretici. Il sovrano, dal canto suo, era portato a un atteggiamento più conciliante e riteneva prioritario portare a termine il prima possibile la guerra. Il Duca, dopo la vittoria nell'assedio di Haarlem (inizi 1573) e l'inizio di quello di Alkmaar (comandato dal figlio Don Fadrique), punto di svolta della guerra, che non voleva interrompere, piccato, ripose a Filippo in una lettera:
(Lettera del Duca d'Alba a Filippo II, ottobre 1573, cit. in G. Parker, La grande strategia cit., Napoli 2003, p. 73)
Pur avendo riportato determinanti vittorie sul campo ai danni degli insorti olandesi guidati da Guglielmo I (Jemmingen nel 1568, e Haarlem nel 1573), dopo ben sette anni di gestione dell'emergenza nei Paesi Bassi, fu rimpiazzato, lasciando dietro di sé la reputazione di uomo crudele e impietoso, più che di condottiero militare. Gli subentrò don Luis de Requésens.

### Trasferimento in Portogallo e morte
Tornato in Spagna, rimase per un periodo in disgrazia e fu esiliato in seguito ad un intrigo di corte ma, nel 1580 Filippo lo richiamò alla guida dell'esercito per inviarlo in Portogallo. Il Duca d'Alba riuscì a sottomettere il paese sconfiggendo Antonio, priore di Crato, che si era autoproclamato re, nella battaglia di Alcântara, alle porte di Lisbona. Morì, poco dopo, nel 1582, all'età di 75 anni, nella capitale portoghese.

## Matrimonio e Figli
Fernando Alvarez de Toledo sposò nel 1527 la cugina Maria Enríquez de Toledo y Guzmán, figlia di Diego Enríquez de Guzmán. La coppia ebbe i seguenti figli:
- García Álvarez de Toledo y Enríquez de Guzmán (23 luglio 1530-1548)
- Fadrique Álvarez de Toledo, (21 novembre 1537 – 11 dicembre 1583), fu IV Duca d’Alba
- Diego Álvarez de Toledo y Enríquez de Guzmán (1541-1583), conte di Lerín e Connestabile di Navarra
- Beatriz Álvarez de Toledo y Enríquez de Guzmán

## Albero genealogico
|                                                          |                               |                                                               | Genitori                                                                |  |  | Nonni |  |  | Bisnonni                                           |  |  | Trisnonni                                 |  |
|                                                          |                               |                                                               |                                                                         |  |  |       |  |  | García Álvarez de Toledo y Carrillo, I duca d'Alba |  |  | Hernando Álvarez de Toledo, conte di Alba |  |
|                                                          |                               |                                                               |                                                                         |  |  |       |  |  | García Álvarez de Toledo y Carrillo, I duca d'Alba |  |  | Hernando Álvarez de Toledo, conte di Alba |  |
|                                                          |                               | Mencía Carrillo de Toledo y Palomeque, signora di Bercimuelle |                                                                         |  |  |       |  |  | García Álvarez de Toledo y Carrillo, I duca d'Alba |  |  |                                           |  |
| Fadrique Álvarez de Toledo y Enríquez, II duca d'Alba    |                               |                                                               |                                                                         |  |  |       |  |  | García Álvarez de Toledo y Carrillo, I duca d'Alba |  |  |                                           |  |
|                                                          |                               | María Enríquez de Quiñones y Cossines                         | Fadrique Enríquez                                                       |  |  |       |  |  |                                                    |  |  |                                           |  |
|                                                          |                               | María Enríquez de Quiñones y Cossines                         | Fadrique Enríquez                                                       |  |  |       |  |  |                                                    |  |  |                                           |  |
|                                                          |                               | María Enríquez de Quiñones y Cossines                         | Teresa Fernández de Quiñones                                            |  |  |       |  |  |                                                    |  |  |                                           |  |
| Garcia Álvarez de Toledo y Zuniga                        |                               | María Enríquez de Quiñones y Cossines                         |                                                                         |  |  |       |  |  |                                                    |  |  |                                           |  |
|                                                          |                               | Álvaro Pérez de Zúñiga y Guzmán, I duca di Béjar e Arévalo    | Pedro López de Zúñiga y García de Leyva, I conte di Ledesma e Plasencia |  |  |       |  |  |                                                    |  |  |                                           |  |
|                                                          |                               | Álvaro Pérez de Zúñiga y Guzmán, I duca di Béjar e Arévalo    | Pedro López de Zúñiga y García de Leyva, I conte di Ledesma e Plasencia |  |  |       |  |  |                                                    |  |  |                                           |  |
|                                                          |                               | Álvaro Pérez de Zúñiga y Guzmán, I duca di Béjar e Arévalo    | Isabel de Guzmán y Ayala, III signora di Gibraleón                      |  |  |       |  |  |                                                    |  |  |                                           |  |
| Isabel de Zúñiga, contessa di Siviglia                   |                               | Álvaro Pérez de Zúñiga y Guzmán, I duca di Béjar e Arévalo    |                                                                         |  |  |       |  |  |                                                    |  |  |                                           |  |
|                                                          |                               | Leonor Pimentel y Zúñiga                                      | Juan Alonso Pimentel, conte di Mayorga                                  |  |  |       |  |  |                                                    |  |  |                                           |  |
|                                                          |                               | Leonor Pimentel y Zúñiga                                      | Juan Alonso Pimentel, conte di Mayorga                                  |  |  |       |  |  |                                                    |  |  |                                           |  |
|                                                          |                               | Leonor Pimentel y Zúñiga                                      | Elvira de Zúñiga Guzmán                                                 |  |  |       |  |  |                                                    |  |  |                                           |  |
| Fernando Álvarez de Toledos, III duca d'Alba             |                               | Leonor Pimentel y Zúñiga                                      |                                                                         |  |  |       |  |  |                                                    |  |  |                                           |  |
|                                                          | Alonso de Pimentel y Enríquez | Rodrigo Pimentel, II conte di Benavente                       |                                                                         |  |  |       |  |  |                                                    |  |  |                                           |  |
|                                                          | Alonso de Pimentel y Enríquez | Rodrigo Pimentel, II conte di Benavente                       |                                                                         |  |  |       |  |  |                                                    |  |  |                                           |  |
|                                                          | Alonso de Pimentel y Enríquez | Leonor Enríquez                                               |                                                                         |  |  |       |  |  |                                                    |  |  |                                           |  |
| Rodrigo Alonso de Pimentel Quiñones, I duca di Benavente | Alonso de Pimentel y Enríquez |                                                               |                                                                         |  |  |       |  |  |                                                    |  |  |                                           |  |
|                                                          |                               | María Quiñones Toledo                                         | Pedro Quiñones y Álvarez de Toledo, conte di Luna                       |  |  |       |  |  |                                                    |  |  |                                           |  |
|                                                          |                               | María Quiñones Toledo                                         | Pedro Quiñones y Álvarez de Toledo, conte di Luna                       |  |  |       |  |  |                                                    |  |  |                                           |  |
|                                                          |                               | María Quiñones Toledo                                         | Beatriz de Acuña y Portugal                                             |  |  |       |  |  |                                                    |  |  |                                           |  |
| Beatriz Pimentel Pacheco                                 |                               | María Quiñones Toledo                                         |                                                                         |  |  |       |  |  |                                                    |  |  |                                           |  |
|                                                          |                               | Juan Pacheco, I marchese di Villena                           | Alfonso Téllez Girón, signore di Frechilla                              |  |  |       |  |  |                                                    |  |  |                                           |  |
|                                                          |                               | Juan Pacheco, I marchese di Villena                           | Alfonso Téllez Girón, signore di Frechilla                              |  |  |       |  |  |                                                    |  |  |                                           |  |
|                                                          |                               | Juan Pacheco, I marchese di Villena                           | María Pacheco, II signora di Belmonte                                   |  |  |       |  |  |                                                    |  |  |                                           |  |
| María Luisa Pacheco Portocarrero, VI signora di Moguer   |                               | Juan Pacheco, I marchese di Villena                           |                                                                         |  |  |       |  |  |                                                    |  |  |                                           |  |
|                                                          |                               | María Portocarrero Enríquez, VI signora di Moguer             | Pedro Portocarrero, V signore di Moguer                                 |  |  |       |  |  |                                                    |  |  |                                           |  |
|                                                          |                               | María Portocarrero Enríquez, VI signora di Moguer             | Pedro Portocarrero, V signore di Moguer                                 |  |  |       |  |  |                                                    |  |  |                                           |  |
|                                                          |                               | María Portocarrero Enríquez, VI signora di Moguer             | Beatriz Enríquez                                                        |  |  |       |  |  |                                                    |  |  |                                           |  |
|                                                          |                               | María Portocarrero Enríquez, VI signora di Moguer             |                                                                         |  |  |       |  |  |                                                    |  |  |                                           |  |